# Peinture sur le motif

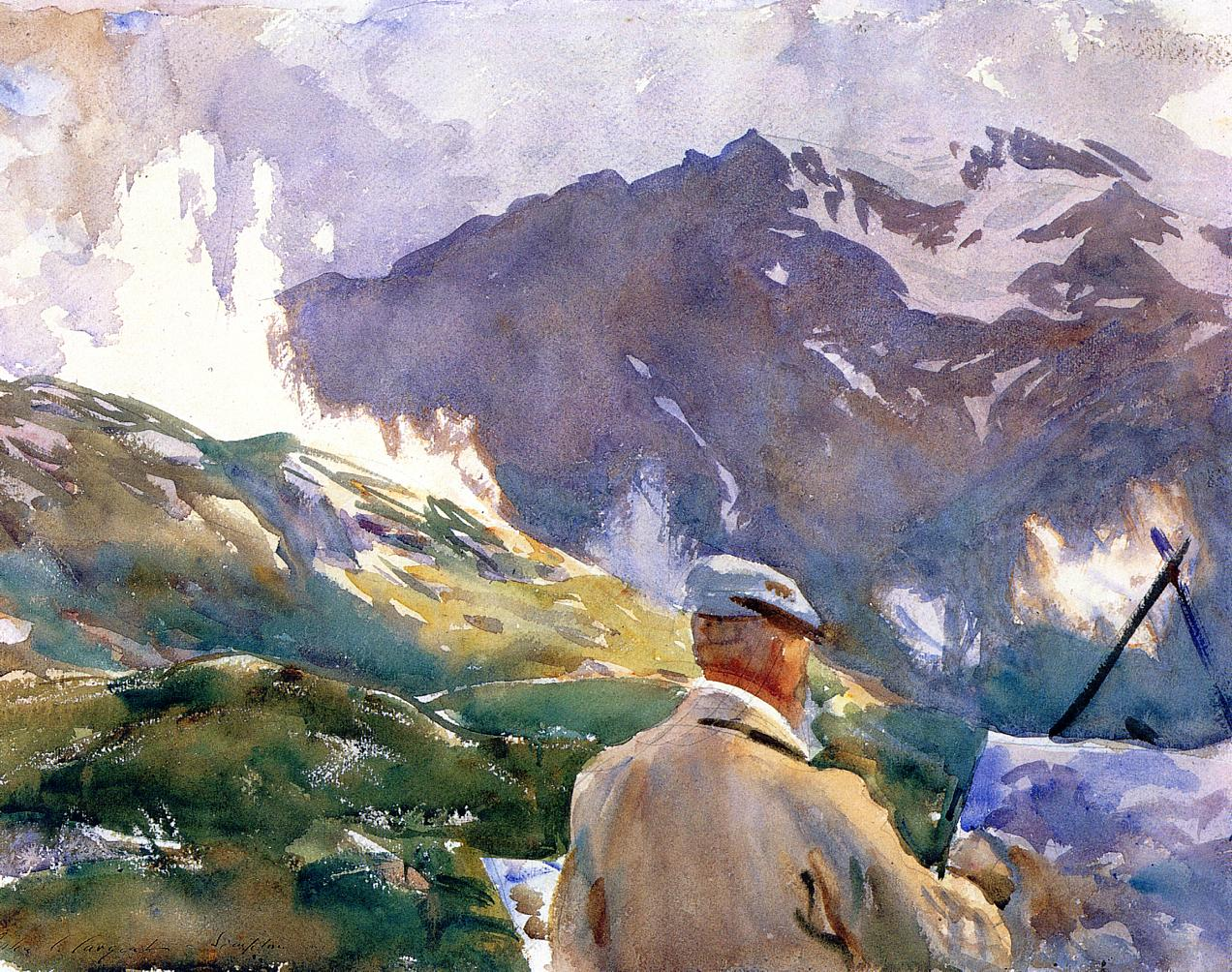
L'Aquarelliste peignant le Simplon par John Singer Sargent.

La peinture sur le motif est celle qu'un artiste peintre réalise hors de l'atelier. La plupart du temps, « peindre sur le motif » s'applique à la peinture en plein air, ce peut être de la peinture de paysage, de l'architecture, des études hyperréaliste d'après nature, des exercices.
Pour indiquer que l'ouvrage représente une réalité visible, en atelier ou pas, les peintres disent « d'après nature », tandis qu'on parle de dessin d'observation pour signaler qu'on le souhaite précis et documentaire.
Les impressionnistes sont à l'origine de l'expression « peindre sur le motif » pour indiquer que leur paysage n'était pas composé à partir d'un concept, mais peint face au motif, c'est-à-dire au sujet de la peinture.
La peinture en plein air se différencie du carnet de voyage.

## Histoire

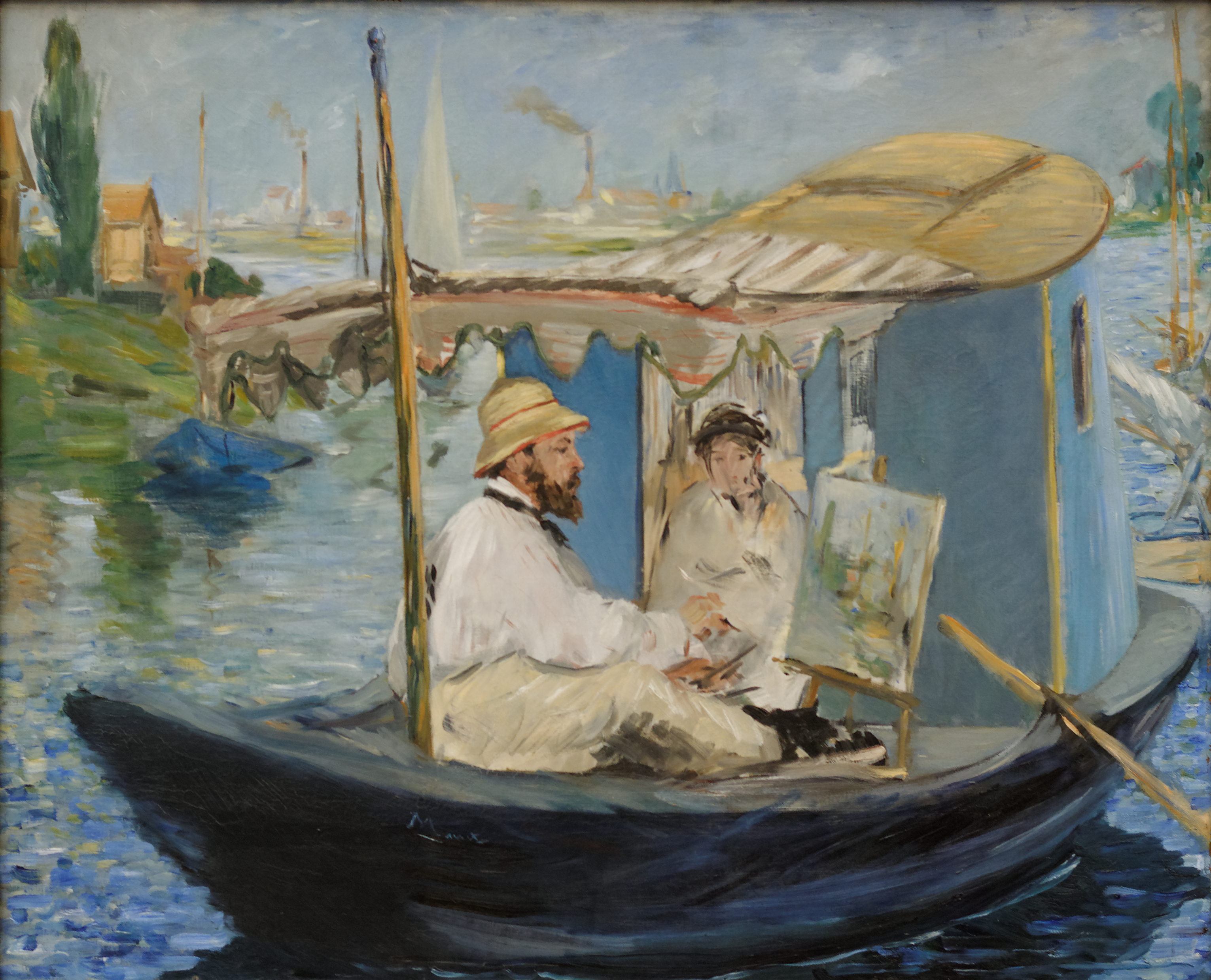
Claude Monet peignant dans son atelier par Édouard Manet, à Argenteuil (1874).

Les impressionnistes sont à l'origine de l'expression « peindre sur le motif » pour indiquer que leur paysage, n'était pas composé à partir d'un concept, mais peint face au motif, c'est-à-dire au sujet de la peinture ; la peinture en extérieur, inconnue dans l'Antiquité, s'est développée dès la Renaissance avec notamment Dürer. Au XIXe siècle les artistes commencent à produire en plein air des œuvres destinées à la vente. La pratique se généralise avec les impressionnistes, mais se raréfie au XXe siècle

### XVIIIe siècle
Au XVIIIe siècle on commence réellement à parler de peinture hors de l'atelier. De nombreux artistes d’Europe se retrouvent à Rome et vont peindre en plein air. Pierre-Henri de Valenciennes (1750-1819) exécute des esquisses de paysage, à l’huile, à Rome et dans ses environs (œuvres exposées au musée du Louvre). Théoricien et enseignant, il écrit dès 1799 ses Conseils à un élève sur la peinture et particulièrement sur le genre du Paysage.
Turner réalise des aquarelles en plein air, afin de réaliser des "prises de note", pour ses travaux à l'huile. Ses couchers de soleil, sont en partie construit grâce à ces esquisse. La scène d'ouverture du film Mr Turner de Mike Leigh, montre Turner, en train de peindre un moulin sur le motif. Cela confirme le rôle de la peinture sur le motif, comme étant un outil préparatoire pour des œuvres plus abouties.

### XIXe siècle
Les impressionnistes peignent des paysages non pour leur côté pittoresque mais pour les effets d'atmosphère, rendant compte des aspects différents que peut prendre un motif suivant les conditions de la lumière et donc des heures du jour, d'où l'apparition des séries (Cathédrales et Meules de Monet). Dans un ouvrage intitulé Histoire des peintres impressionnistes (Paris, parution 1939), Théodore Duret écrira notamment « la grande innovation des impressionnistes : la peinture de plein air ».
À l'intérieur du mouvement impressionniste, les attitudes sont toutefois partagées : ainsi Degas se refuse à « peindre en plein air » par manque de temps, contrairement à Renoir, qui, selon lui, « peut faire tout ce qu'il veut. » 
Cette pratique de peinture en extérieur se répand en France au début du XIXe siècle, avec l'essor de l'aquarelle à l'imitation de l'Anglais Bonington. Au milieu du siècle, après Corot peint en extérieur. L'École de Barbizon et des artistes comme Charles-François Daubigny et Eugène Boudin influenceront les futurs impressionnistes qui trouvent leur maître en la personne d'Édouard Manet.

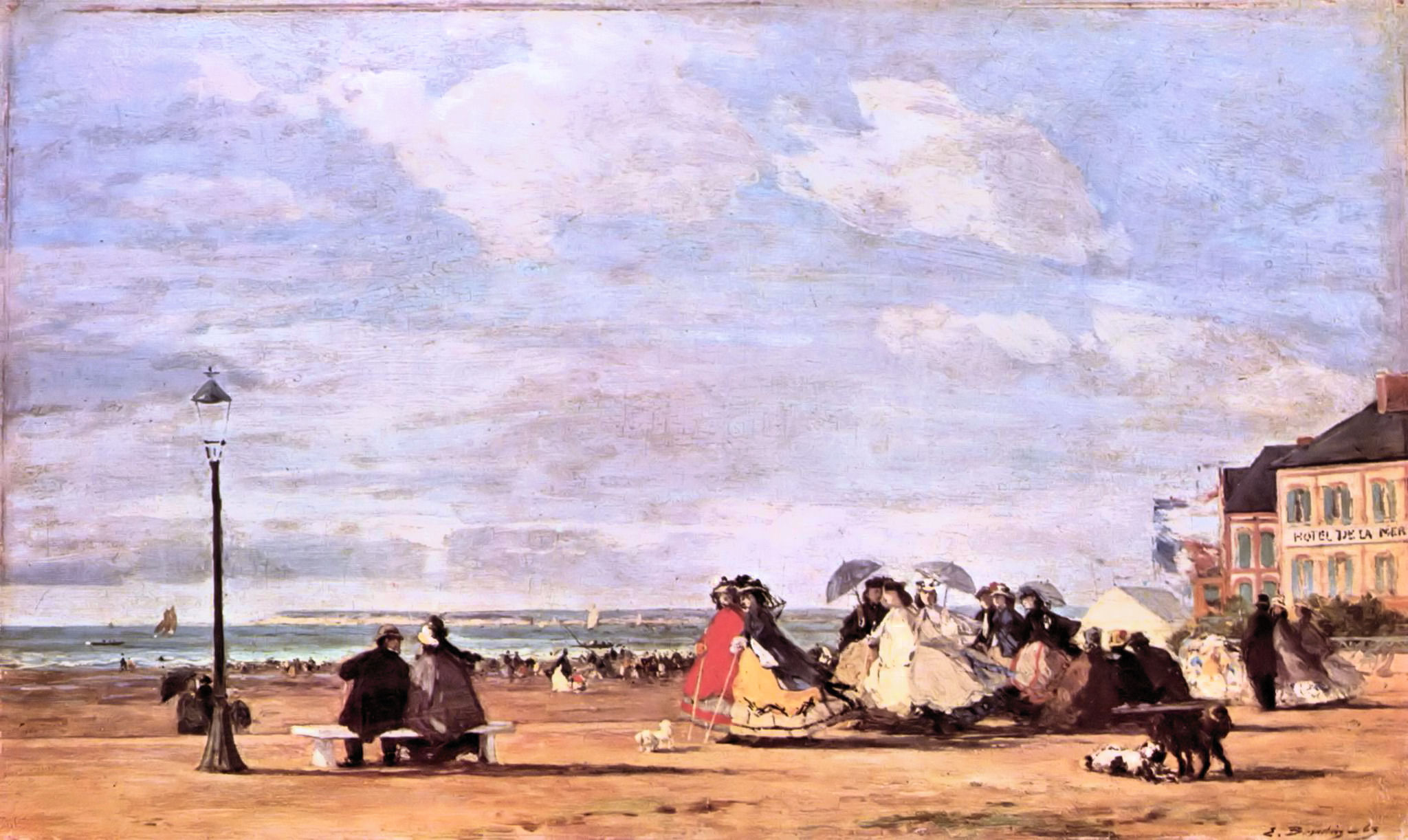
La Plage à Trouville. L'impératrice Eugénie et sa suite (1863), Glasgow, collection Burrell.

### XXe siècle

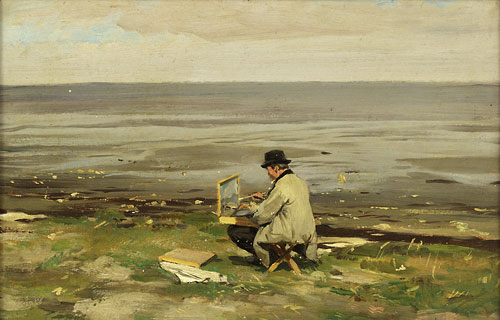
Autoportrait d'Eugen Dücker, sur la mer du Nord (vers 1900).

Après les impressionnistes, au XXe siècle, de nombreux artistes à travers le monde ont peint en plein air ; parmi eux citons quelques Français, André Derain, Albert Marquet, Charles Camoin, Henri Manguin ou italienne Francesco Filippini. Toutes proportions gardées, les peintres de plein air de la fin du XXe et de ce début de  XXIe siècle partagent avec les impressionnistes la même approche picturale, « à savoir le rendu du plein air et l’effet que produisent les variations constantes et imperceptibles de la lumière sur les éléments. […] Ces artistes travaillent à une nouvelle manière de peindre, liée à une nouvelle manière de voir. […] Il s’agit pour eux de retranscrire une sensation immédiate, de rendre les effets lumineux du ciel et de l’eau, la vibration colorée de leurs effets changeants. » (Théodore Duret, ouvrage cité.)

### Le XXIe siècle
Aujourd’hui, la peinture de paysage est présente dans l’art contemporain. Ce mouvement, qu’on nomme parfois indifféremment « peinture de paysage », « peinture en plein air » ou « de plein air », « art nomade », est représenté par des artistes comme David Hockney, Per Kirkeby, Peter Doig, Antonio López García, Klauss Fussman, Vincent Bioulès, Alexandre Hollan… Il est particulièrement dynamique sur la côte Ouest des États-Unis avec le California Plein-Air Revival (en).
Actuellement en France on observe aussi un certain renouveau de la peinture en plein air[réf. nécessaire].
Depuis 30 ans en Charente Maritime dans la ville de Magné se tient un concours de peinture en plein air réunissant jusqu'au 300 peintres sur 3 jours. En 2019, un site consacré à la peinture en plein air en France a été créé Frenchpleinairpainters.com,. C'est le Festival Cultures Croisées,,, qui a créé le Concours de Fourges, un autre événement réunissant les artistes de différents pays souhaitant venir peindre en plein air en France. Le Concours de Fourges a évolué en Festival depuis 2017 et s'est tenu en 2020 à Paris. Il y a aussi des peintres contemporains reconnus pour qui le plein air représente la source principale d'inspiration comme Stéphane Ruais ou encore François Legrand, grand portraitiste, mais également un peintre de plein air.

## La technique

### L'invention du "tube de peinture": la naissance de cette technique

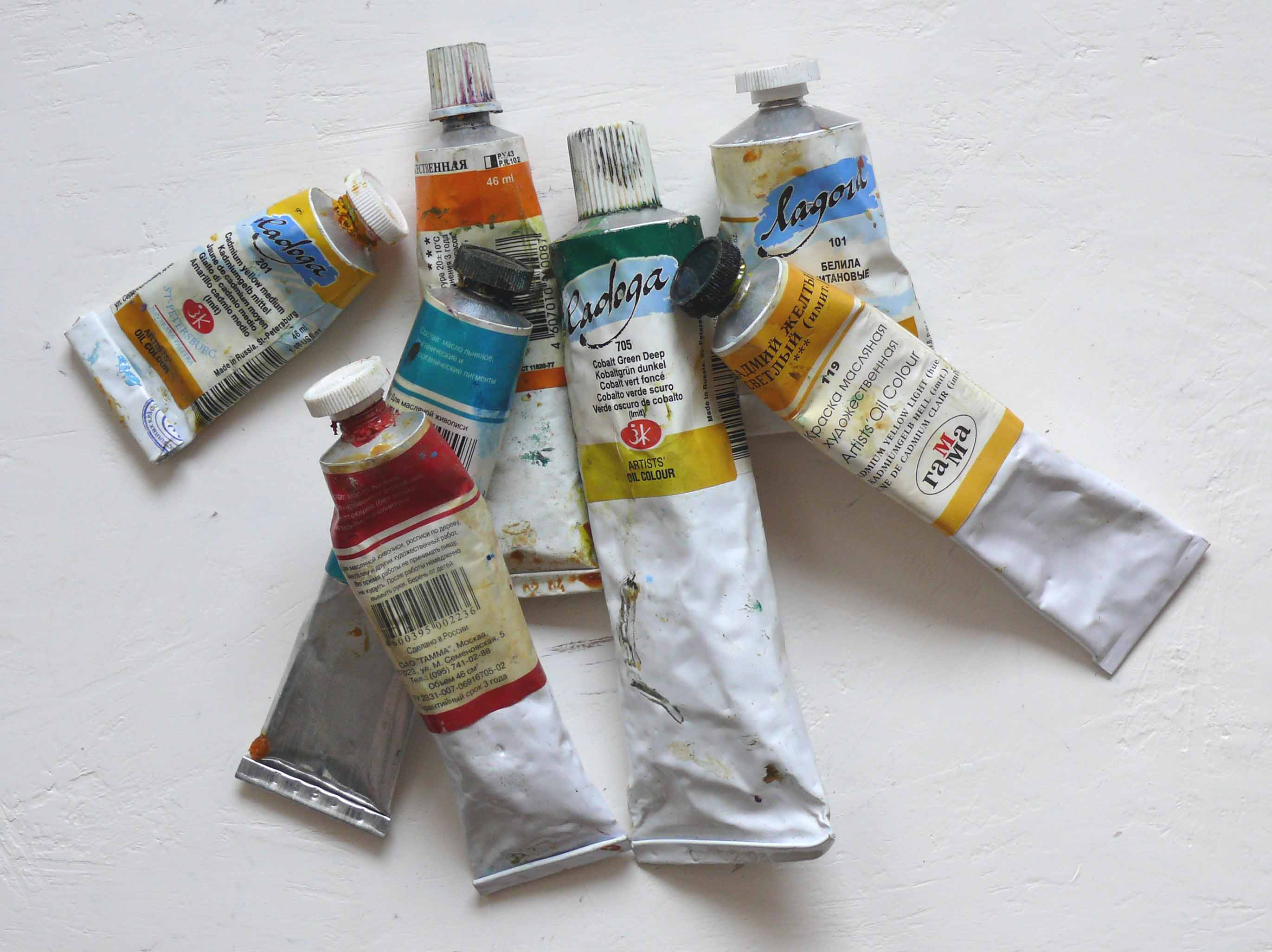
Tubes de peinture.

Au milieu du XIXe siècle l'invention des couleurs en tubes (1841) et le développement du commerce des fournitures pour artistes facilite la peinture à l'huile hors de l'atelier. Une nouvelle génération d'artistes peintre cherche alors de peindre la nature telle qu'elle leur apparaît, dans la lumière du moment présent. Les artistes peuvent désormais sortir de leurs ateliers pour peindre dehors. La peinture n'a plus besoin d'être conservée dans des vessies de porc, le tube facilite le transport.

### Mise en application

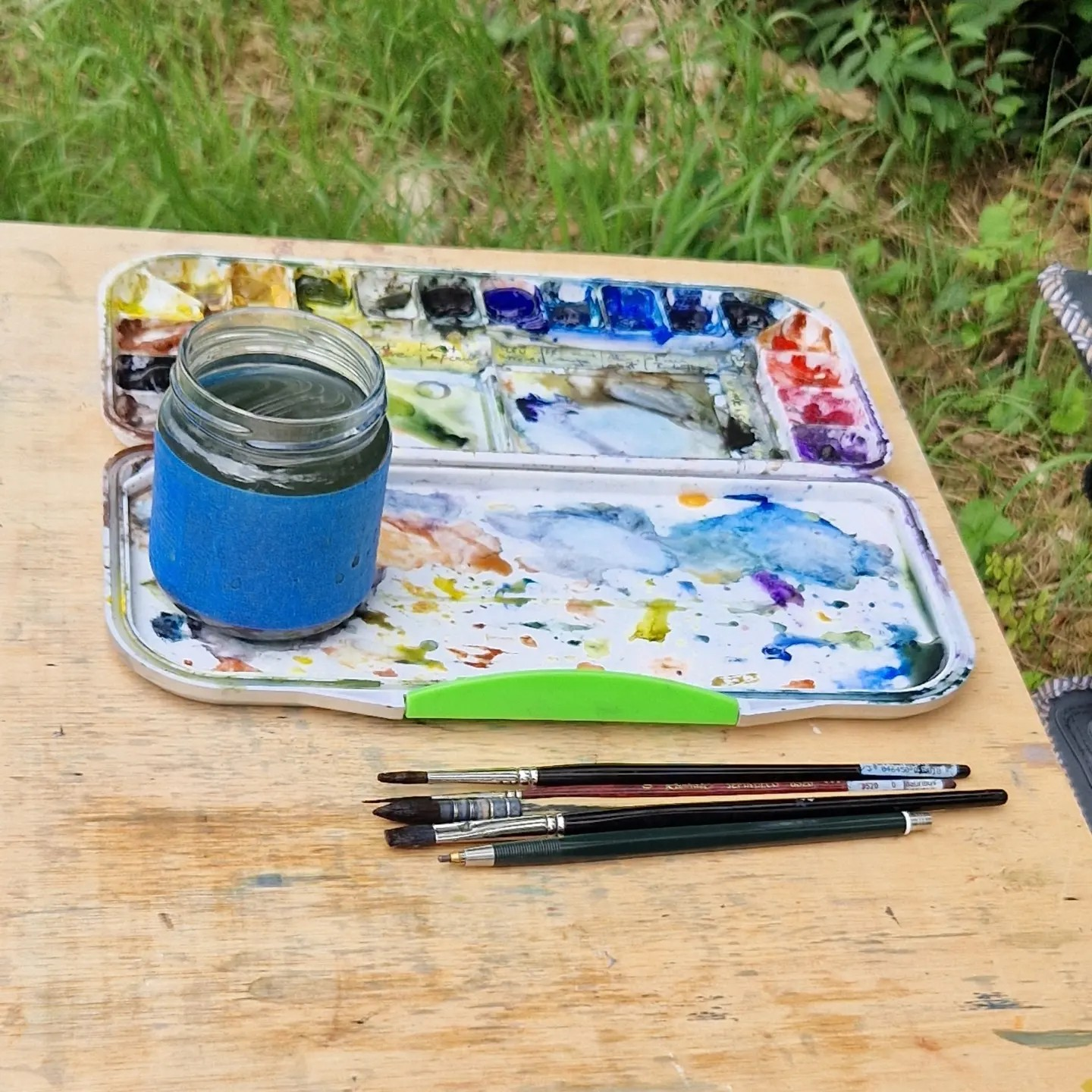
Le matériel pour pratiquer l'aquarelle sur le motif

Contrairement à une personne qui peint en atelier, une personne peignant en plein air est exposée à la variation de la lumière et aux intempéries. De nombreux peintres font délibérément le choix de compléter leur œuvre in situ, de sorte que toute l'exécution de l'œuvre se fasse en plein air, soit en plusieurs séances se déroulant au même endroit à des jours différents, soit alla prima, c'est-à-dire « dans le frais », en une seule séance de travail.
Les peintres qui peignent sur le motif peuvent d'abord produire des pochades qu'ils saisissent sur le vif, à l'extérieur, pochades qu'ils apportent ensuite à l'atelier en vue de les terminer en tant qu'œuvre achevée.

## Intérêt de cette technique
La peinture en plein air permet à l'artiste de comprendre de manière assez précise, les jeux de lumière, la couleur des ombres, les couleurs de la nature en perpétuel changement. Une ombre n'est jamais grise, elle est toujours plus ou moins teintée, selon les heures de la journée et la position du soleil. On peut considérer le travail en plein air comme complémentaire au travail en atelier. Ce que l'artiste comprend en plein air peut être réutilisé en atelier, dans des compositions plus construites.
Il est toutefois possible de faire des tableaux en extérieur et de les exposer.

## Lieux

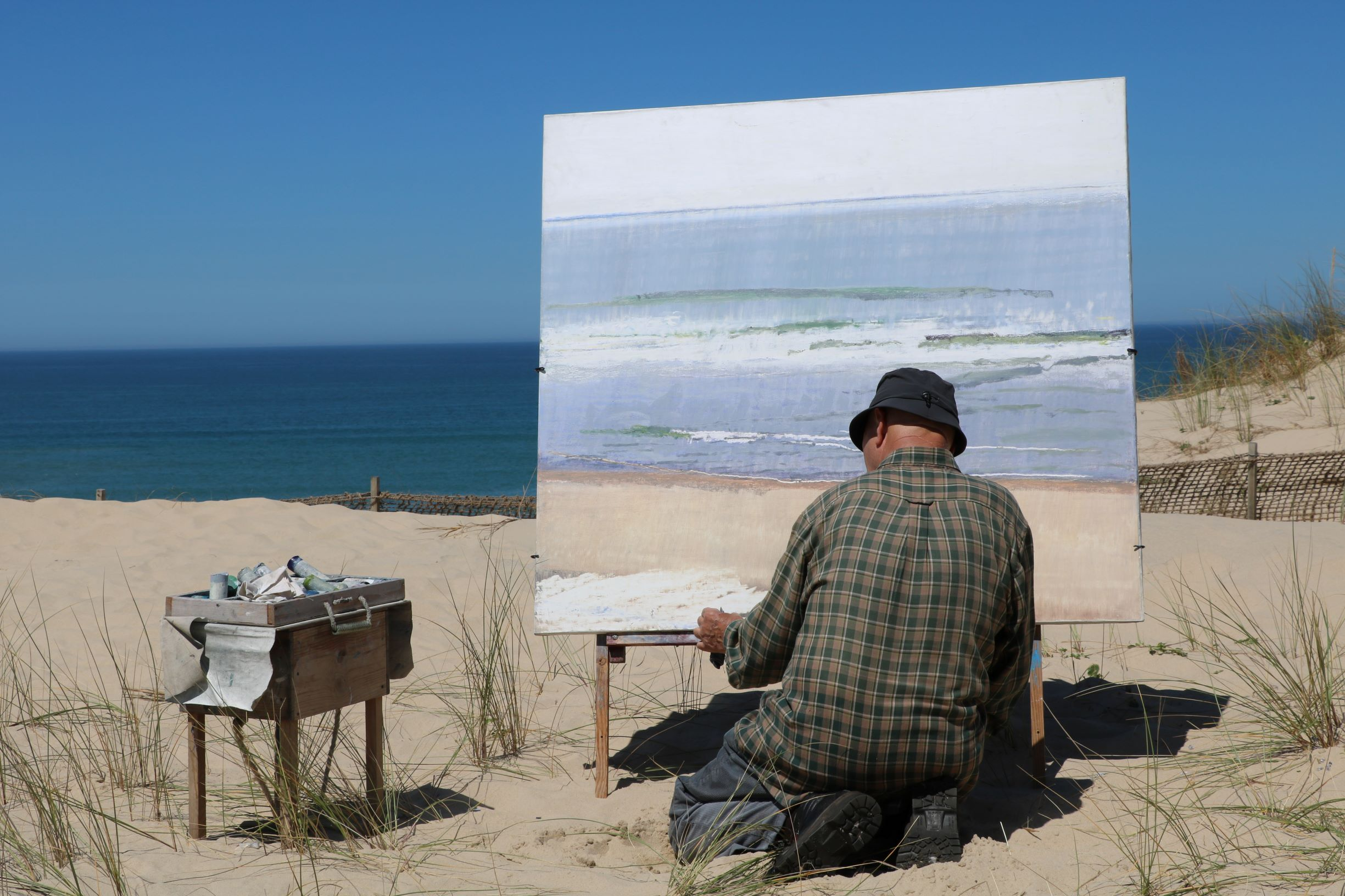
Peintre de plein air sur la Côte d'Argent à Hourtin.

- Barbizon (Seine-et-Marne), est ainsi devenue un des endroits mythiques de la période pré-impressionniste en France (école de Barbizon). Dès 1830, ce qui est encore un hameau de bûcherons accueillera en effet à l'auberge Ganne, tous les peintres qui viennent chercher l'inspiration auprès de la nature intacte. Plus tard, ils partagent leurs séjours entre Barbizon, Marlotte et d'autres lieux-dits de Chailly-en-Bière, trouvant leurs sujets dans la campagne ou la forêt de Fontainebleau toute proche.
- La côte normande (Le Havre, Honfleur) attire les Impressionnistes.
- Les bords de Seine à Argenteuil (Val-d'Oise) : Monet, Sisley puis Signac.
- Chatou (Yvelines), rendez-vous des Impressionnistes et des Fauves, qui furent des habitués du restaurant la Fournaise.
- Auvers-sur-Oise (Val-d'Oise), dernière étape pour Van Gogh, et Pontoise où s'installèrent Cézanne et Pissarro.
- Moret-sur-Loing (Seine et Marne) et son église dont Sisley ne s'est jamais lassé.
- Grez-sur-Loing, « découvert » par Jean-Baptiste Corot et où s'installe dans les années 1880 une communauté d'artistes scandinaves (Carl Larsson et sa femme Karin, Peder Severin Krøyer, Michael et Anna Ancher, Christian Krohg).
- La montagne Sainte-Victoire célébrée par Cézanne.